# Craco
Craco ist eine italienische Gemeinde in der Provinz Matera in der Region Basilikata.
In Craco leben 585 Einwohner (Stand am 31. Dezember 2024). Der Ort liegt 55 km südlich von Matera. Die Nachbargemeinden sind Ferrandina, Montalbano Jonico, Pisticci, San Mauro Forte und Stigliano.

## Geschichte
Die küstenfernen Regionen der Basilikata waren bereits seit der Eisenzeit besiedelt. Im 8. Jahrhundert v. Chr. landeten erste griechische Kolonisten an der lukanischen Küste.
Um 540 wurde das Gebiet um Craco, das von Griechen bewohnt war, Montedoro genannt. Man hat hier Gräber aus dem 8. Jahrhundert gefunden, was auf den Beginn der eigentlichen Besiedlung hindeutet. Der Name der Stadt taucht erstmals 1060 auf. Arnaldo, Erzbischof von Tricarico, der Besitzer der Ländereien war, nannte das Gebiet Graculum, was übersetzt „wenig gepflügtes Feld“ bedeutet. Von 1154 bis 1168 erlangte der Adlige Eberto die Kontrolle über die Siedlung und schuf erste feudale Abhängigkeiten. Eberto war wahrscheinlich normannischen Ursprungs. 1179 wurde Roberto di Pietrapertosa Besitzer der Stadt.
1276 wurde eine Universität in der Stadt gegründet. In dieser Zeit wurde auch der weithin sichtbare Burgturm von Muzio Attendolo Sforza erbaut. Unter Friedrich II. war Craco ein wichtiges militärisches Zentrum, 1293 wurde der Burgturm zum Gefängnis. Die Bevölkerung stieg stetig von 450 (1277), 655 (1477), 1718 (1532) bis auf 2590 Einwohner im Jahr 1561. Bis zum 15. Jahrhundert entstanden vier große Palazzi in der Stadt: Palazzo Maronna, Palazzo Grossi, Palazzo Carbone und Palazzo Simonetti. Mit der Errichtung des Klosters St. Pietro im Jahr 1630 wurde dauerhaft ein Mönchsorden gegründet. Das Kloster verbesserte mit Einführung von wissenschaftlichen Anbaumethoden die Einkommensbedingungen der größtenteils in der Landwirtschaft beschäftigten Bevölkerung, die vor allem die Produktion von Getreide, Olivenöl, Gemüse, Wein und Baumwolle betrieb. 1656 dezimierte eine Hungersnot die Bevölkerung um hunderte Einwohner.
Nach Ausrufung der neapolitanischen Republik 1799 beseitigten die Bewohner der Stadt das feudale System. Nur wenige Zeit später kam die Stadt unter Kontrolle des Königs von Neapel-Sizilien, gefolgt von französischer Besatzung unter Napoleon. Am 18. Juli 1807 wurde Craco durch Briganten geplündert. Die meisten der pro-französischen Einwohner wurden dabei getötet.
1815 war die Stadt groß genug, um sie in zwei Bezirke einzuteilen: Vecchia, den höchsten Bereich neben der Burg und dem Burgturm; und das Quarter della Chiesa Madre, den Bereich in der Nähe der San Nicola-Kirche. Nach der Einigung Italiens wurde Craco 1861 von den Briganten unter ihrem Anführer Carmine Crocco erobert. Mit dem Ende des Bürgerkriegs wurde Craco mit ökologischen und geologischen Problemen konfrontiert. Von 1892 bis 1922 emigrierten mehr als 1300 Crachesi nach Nordamerika, vor allem wegen der schlechten Bedingungen in der Landwirtschaft.

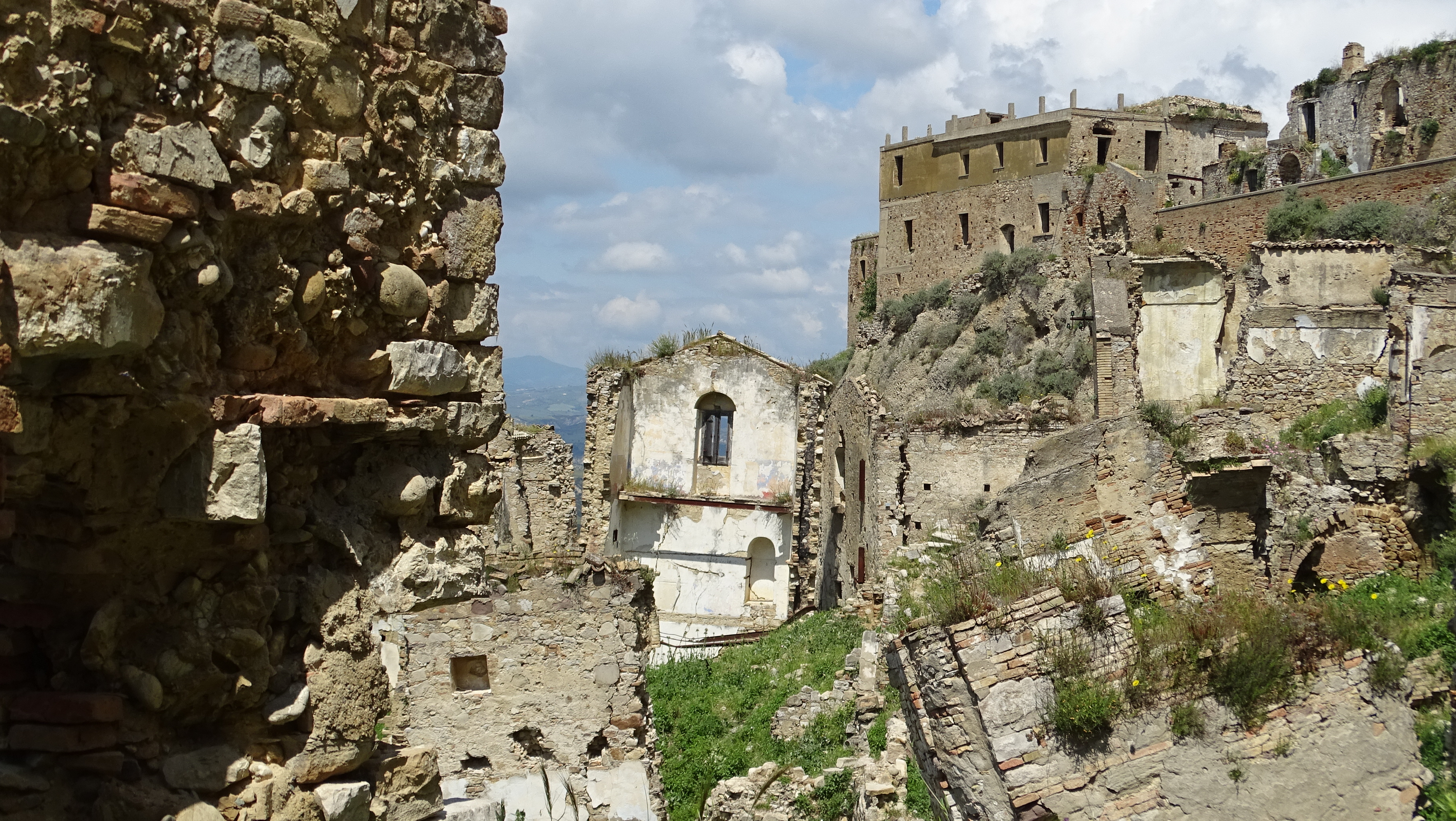
Blick auf die durch Erdrutsche zerstörte Altstadt

Zwischen 1959 und 1972 wurde Craco durch eine Serie von Erdrutschen nahezu zerstört. 1963 musste die Stadt evakuiert werden. Die Erdrutsche wurden wahrscheinlich durch Arbeiten an Kanalisation und Wasserversorgung ausgelöst. Für die Bewohner erbaute man im Tal, wohin der Großteil der Bevölkerung evakuiert wurde, die neue Siedlung „Craco Peschiera“. Nach dem Erdbeben in der Irpinia 1980 gab man die Altstadt von Craco auf.
2010 nahm der World Monuments Fund Craco in seine Liste der gefährdeten Kulturdenkmäler auf.
Heute kann man die Altstadt im Rahmen von geführten Touren besichtigen.

## Kultur

### Filmdrehort
Mehrere Filme wurden in Craco gedreht, darunter:
- 1979: Christus kam nur bis Eboli von Francesco Rosi[3]
- 1985: König David von Bruce Beresford[3]
- 2004: Die Passion Christi von Mel Gibson[3]
- 2006: Es begab sich aber zu der Zeit … von Catherine Hardwicke[4]
- 2008: Ein Quantum Trost von Marc Forster[4]
- 2021: France von Bruno Dumont[5]

### Musik
- Der Komponist Hauschka schrieb das Lied „Craco“ aus dem Album Abandoned City (2014).[6]
- Craco erscheint im Videoclip des Liedes „Paradise“ von Meduza mit Dermot Kennedy (2020).[7]